# 4586 Ґунвор
4586 Ґунвор (4586 Gunvor) — астероїд головного поясу, відкритий 24 вересня 1960 року.
Тіссеранів параметр щодо Юпітера — 3,578.